# Návrat krále
Návrat krále je název posledního ze tří svazků románu Pán prstenů anglického autora Johna Ronalda Reuela Tolkiena. Navazuje na Společenstvo Prstenu a Dvě věže. Skládá se ze dvou knih (částí), v rámci celého románu jde o knihu pátou (obsahuje deset kapitol) a šestou (devět kapitol). Děj páté knihy vypráví o válce o Prsten, především o osudovém střetnutí mezi Západem a vojsky temného pána Saurona před branami Minas Tirith. Šestá kniha zachycuje závěr putování Froda a Sama v zemi Mordor a závěr celého příběhu. Poprvé byl Návrat krále vydán 20. října 1955 ve Velké Británii nakladatelstvím Allen & Unwin. Součásti díla jsou také obsáhlé dodatky popisující genealogie a příběhy některých postav, střípky z historie světa, elfské jazyky, kalendáře a další doplňky.

## Okolnosti vydání
Přestože Společenstvo Prstenu a Dvě věže vyšly v roce 1954 krátce po sobě, v červenci a v listopadu, publikace třetího svazku románu se opozdila vzhledem k Tolkienově snaze dokončit dodatky a jmenný rejstřík. Snahu o dokončení rejstříku nakonec vzdal, avšak práce na uspořádání a zhuštění dodatků mu zabrala celé jaro 1955, zatímco nadšení čtenáři posílali dopisy a hlasitě se dožadovali pokračování. Rukopis konečně odeslal v květnu. Vydání se však ještě posunulo vinou chybně vytištěné tabulce s runami a četným dalším tiskařským dotazům. Na ty Tolkien v létě ani nemohl odpovídat, jelikož podnikal cestu po Itálii. Teprve po návratu domů do Oxfordu mohl konzultovat své poznámky a Návrat krále konečně vyšel 20. října 1955, téměř celý rok po předchozím svazku.
Kromě názvu Návrat krále zvažoval Tolkien také pojmenování Válka o Prsten. Jako hlavní výhody této alternativy uváděl skutečnost, že název prozradí méně o rozuzlení děje a zmínkou o titulním artefaktu naváže na jméno prvního svazku (Společenstvo Prstenu). Nakladatel Rayner Unwin nicméně preferoval Návrat krále. Tolkien vytvořil také název pro jednotlivé části svazku, „Válka o Prsten“ pro pátou knihu a „Konec Třetího věku“ pro šestou knihu. V praxi se jich však neužívá.
Vydání posledního svazku opět přilákalo množství recenzentů. C. S. Lewis a W. H. Auden pokračovali ve chvalozpěvech a přidávali se k nim také další, mezi jinými Bernard Levin v časopise Truth. Negativní kritiku ohledně „juvenilního“ stylu a postav vyslovil Edwin Muir, příslišnou „bibličnost“ jazyka odsoudil John Metcalf. Také oxfordští kolegové na Tolkienovu mimouniverzitní uměleckou činnost hleděli spíše odmítavě. Čtenáři však byli spokojeni a dílo se prodávalo čím dále lépe, byť zatím nikoliv v ohromujících počtech. I tak však příjmy z prodeje brzy začaly převyšovat autorův univerzitní plat (na začátku roku 1956 obdržel 3500 liber). Tolkien se po dokončení práce vrátil k akademické činnosti a 21. října 1955, den po vydání finálního svazku, vyslovil na domovské Oxfordské univerzitě přednášku „Angličtina a velština“.

## Děj

### Kniha pátá
Na počátku páté knihy přijíždí Gandalf s Pipinem do Minas Tirith, hlavního města Gondoru. Gondorská říše je v tíživé a stále se zhoršující situaci, neboť Sauron, bez ohledu na to, že ještě nezískal Jeden prsten, hodlá válkou přemoci ostatní obyvatele Středozemě a vybudovat v ní vlastní neomezené panství. Jako první hodlá zaútočit na Gondor jakožto na nejmocnější ze svých odpůrců a rovněž kvůli dávné zášti. Gondor potřebuje zoufale spojence, a tak se Aragorn, zatímco Gandalf s Pipinem cestují do Minas Tirith, vydává do rohanského horského průsmyku na Stezky mrtvých, kde dlí stínové vojsko duchů bojovníků, kteří v jedné dávné válce porušili přísahu.
Aragorn přízračné válečníky vyzve, aby mu pomohli, a odčinili tak dávnou vinu. Stíny porazí na jihu Gondoru Sauronovy spojence, korzáry, kteří vázali gondorské síly na jihu jejich říše a oslabovali tak hranici s Mordorem. Ve stejnou dobu se na pomoc Gondoru chystají i Rohirové. Než však pomoc stihne dorazit, Sauronovo vojsko opustí Mordor a oblehne Minas Tirith. V jeho čele je kapitán Prstenových přízraků, Pán nazgûlů. Jeho však zanedlouho zabije rohirská dívka Éowyn (Théodenova neteř) a vzápětí dorazí i pomoc od Rohirů a gondorských vojsk jihu. První Sauronův útok je odražen, je však jasné, že Sauron tím oslaben nebyl, zatímco Gondor přišel o mnoho sil. Gandalf se od Faramira dozví o jeho setkání s Frodem a rozhodne se odlákat Sauronovu pozornost od něj, neboť Frodova pouť je jediná naděje svobodných národů Středozemě. Gondorští proto shromáždí vojsko nejzdatnějších bojovníků a vydají se k Černé bráně Mordoru, na opačnou stranu, než kudy se vydal k Orodruině Frodo. Sauron se domnívá, že ve vojsku je Jeden prsten a že výprava má za cíl ho svrhnout a nositele prstenu nastolit novým pánem; vrhne proto proti Gondorským největší vojsko, jaké má v záloze, a přes úporný odpor se na stranu tohoto vojska začne klonit vítězství.

### Kniha šestá
Šestá kniha začíná Samovou snahou osvobodit Froda ze skřetího zajetí. To se mu také podaří a oba hobiti se v přestrojení za skřety vydávají do nitra Sauronovy říše Mordoru směrem k hoře Orodruině. Cestou jsou málem odhaleni, neboť narazí na oddíl skřetů a jeho velitel je považuje za uprchlé skřety. Donutí je proto zařadit se do oddílu, který směřuje k severní hlavní bráně, odkud má spolu s dalšími zaútočit na blížící se Gondorské vojsko. U brány se v nastalém zmatku nicméně oba hobiti vytratí a vydají se opět ke svému cíli. Froda již velmi unavuje dlouhá cesta, jeho únavu umocňuje i staré zranění na Větrově a břemeno samotného Prstenu, jehož moc se s přibližováním k místu jeho vzniku zvětšuje. K dovršení všeho zjistí, že je stále pronásleduje Glum a touží se prstenu zmocnit. Když nakonec Frodo dorazí k hoře a vstoupí do Puklin osudu, podlehne moci Prstenu a místo zničení jej prohlásí za svůj. To si okamžitě uvědomí Sauron v nedaleké Barad-dûr a pošle k hoře Prstenové přízraky, kteří právě bojují u Černé brány Mordoru s gondorským vojskem. Osud Středozemě se zdá být zpečetěn, neboť Frodo by ani s Prstenem nebyl schopen nazgûlům vzdorovat, zasáhne však Glum. V šílené snaze zmocnit se prstenu Froda přepadne a odkousne mu prst i s prstenem, v radosti nad znovunabytím prstenu však ztratí rovnováhu a zřítí se do ohně Hory osudu i s Prstenem. Frodovo poslání tak nakonec přece dojde naplnění. V okamžiku, kdy prsten dopadne do ohně hory, se Sauronova věž zřítí, Sauronova vojska jsou ochromena a Sauron sám se změní v bezmocného ducha, který zmizí do dáli.
Závěrečné kapitoly líčí, jak je obnoveno panství Gondoru nad celou západní Středozemí a jak opět nastoupí král (odtud název třetího dílu), jímž je Aragorn (Elessar). Na samém konci se všichni čtyři hobiti vracejí do Kraje, který však není takový, jaký jej opouštěli. V Kraji se po svém vyhnání z Orthanku usadil Saruman s Červivcem a hobity si zotročil. Frodovi s přáteli se však podařilo Kraj osvobodit. Gríma Červivec již nechce Sarumanovi sloužit a zabije ho, sám je pak usmrcen hobity. Román končí konstatováním, že Třetí věk Středozemě skončil a začíná Čtvrtý věk, panování lidí.

## Dodatky
Součástí knihy Návrat krále jsou i obsáhlé dodatky a v některých vydáních i rejstřík.

### A. Letopisy králů a vládců
Dodatek A představuje zhuštěné pojednání o historii Númenoru, Arnoru, Gondoru, Rohanu a Durinova lidu, mezi něj je včleněna také část příběhu Aragorna a Arwen. Jeho součástí je také vypsání rodu trpaslíků z Ereboru.

### B. Letopis (Chronologie západních zemí)
Dodatek B představuje chronologický záznam událostí druhého a třetího věku. Ke každé události je uvedeno datum (byť někde jen přibližné).
Část Velké roky je věnována podrobnějšímu zápisu o událostech let 3018 až 3021, kdy se odehrává hlavní děj Pána prstenů. Dále je připojen obdobný chronologický záznam Pozdější události týkající se členů Společenstva prstenu.

### C. Rodokmeny
Dodatek C zahrnuje rodokmeny Pytlíků z Hobitína, Bralů z Velkých Pelouchů, Brandorádů z Rádovska a tzv. „Starodávný rodokmen pana Samvěda“.

### D. Kalendáře
Dodatek D pojednává o kalendářích hobitů, lidí i elfů.

### E. Výslovnost a písmo
Dodatek E pojednává o výslovnosti a písmech používaných v době děje Pána prstenů. Výslovnost jmen se v mnoha ohledech liší od češtiny, angličtiny i latiny.

### F. Jazyky a národy třetího věku a O překladu
Dodatek F pojednává o jazycích elfů, lidí hobitů a ostatních plemen a jeho část O překladu se vyjadřuje k fiktivnímu překladu z Červené knihy psané v západštině.

## Adaptace
Závěrečný svazek románu byl poprvé filmově zpracován v animované podobě v roce 1980 jako Návrat krále. Pod projekt se podepsali Jules Bass a Arthur Rankin, autorská dvojice, která již v roce 1977 natočila animovaný film Hobit. Zpracování bývá chápáno jako neoficiální pokračování Bakshiho Pána prstenů z roku 1978. Rankinův a Bassův Návrat krále byl určen pro televizní vysílání a poprvé byl uváděn společností ABC 11. května 1980. Přestože se na tvorbě podílela část týmu z Hobita, je animace uspěchaná a méně pečlivá. Scénář se výrazně odchyluje od knižní předlohy – na jednu stranu je mnoho času věnováno rámcovému vyprávění (oslava Bilbových 129. narozenin v Roklince), na druhou stranu jsou některé důležité postavy zcela vypuštěny (Arwen, Faramir). Taktéž příběhy ostatních hrdinů jsou výrazně pozměněny: Smíšek je vyslán z Minas Tirith za Théodenem, Sam si v dlouhé snové sekvenci představuje rozkvetlý Mordor, Aragorn plánuje táhnout proti Temné věži a podobně. Také Vymetení Kraje je, podobně jako v ostatních adaptacích, vypuštěno, příběh je rámcován epickým vyprávěním, v přímém protikladu k Tolkienovu zaměření na drobné události hobitích životů. Příběh je také otevřeněji svázán s náboženským pojetím dobra a zla: postavy se modlí a odkazují k Bohu, ďáblu a peklu. 
Film Pán prstenů: Návrat krále režiséra Petera Jacksona měl premiéru v prosinci 2003 coby třetí a závěrečný díl filmové trilogie Pán prstenů. Předloha, která obě hlavní dějové linie představuje postupně, je upravena tak, aby se příběhy postav střídaly. V některých případech se také díky kinematografickým prostředkům prolínají, jako když sloup bledého ohně šlehající z Minas Morgul pozoruje současně Frodo (na nedalekých schodech k Cirith Ungol) a Pipin (ze vzdáleného Minas Tirith na západě). Oproti románu je také zvýrazněno vyvrcholení válečných sekvencí v bitvě na Pelennorských polích.